# プラギアン
| 累代        | 代     | 紀           | 基底年代 Mya |
| ----------- | ------ | ------------ | ------------ |
| 顕生代      | 新生代 | 第四紀       | 2.58         |
| 顕生代      | 新生代 | 新第三紀     | 23.03        |
| 顕生代      | 新生代 | 古第三紀     | 66           |
| 顕生代      | 中生代 | 白亜紀       | 145          |
| 顕生代      | 中生代 | ジュラ紀     | 201.3        |
| 顕生代      | 中生代 | 三畳紀       | 251.902      |
| 顕生代      | 古生代 | ペルム紀     | 298.9        |
| 顕生代      | 古生代 | 石炭紀       | 358.9        |
| 顕生代      | 古生代 | デボン紀     | 419.2        |
| 顕生代      | 古生代 | シルル紀     | 443.8        |
| 顕生代      | 古生代 | オルドビス紀 | 485.4        |
| 顕生代      | 古生代 | カンブリア紀 | 541          |
| 原生代      | 原生代 | 原生代       | 2500         |
| 太古代      | 太古代 | 太古代       | 4000         |
| 冥王代      | 冥王代 | 冥王代       | 4600         |
| 1. 2. 3. 4. |        |              |              |

プラギアン（英: Pragian）は、国際層序委員会によって定められた地質学用語である、地質時代名の一つ。4億1080万年前（誤差280万年）から4億760万年前（誤差260万年）にあたる、前期デボン紀を三分した中期である。前の期は前期デボン紀前期ロッコヴィアン、続く期は前期デボン紀後期エムシアン。日本語ではプラハ期とも呼ばれる。

## 生物
最初のアンモナイト（アゴニアタイト目）は後期プラギアン期に姿を現わした。彼らは同じくプラギアン階で出現したバクトリテス目のオウムガイ亜綱から派生した。

## 日本において
西南日本の高知県越知町に分布する黒瀬川帯の横倉山層群では放散虫層序に基づいて4つの群集帯が設定されており、そのうち Futobari solidus 帯はプラギアン階からエムシアン階と考えられた。同じく高知県の高知市に位置する鴻ノ森地域の酸性凝灰岩層からはエムシアンから後期シルル紀のプリドリ世まで遡ることのできる放散虫化石群集が得られている。おそらくプラギアン階からエムシアン階までの範囲では、3枚の葉片で構成された主棘を有するEntactiniidae科放散虫と、lamellar patagiumを有するCeratoikiscidae科放散虫が広く分布していたことが示唆されている。
岩手県大船渡市日頃市地域に分布する南部北上帯の大野層の珪長質凝灰岩からは、黒瀬川帯の Tlecerina - Glanta 群集と対比される放散虫化石群集が産出し、ロッコヴィアン階あるいはプラギアン階からエムシアン階に対比されている。同県釜石市に分布する千丈ヶ滝層からも放散虫化石が産出している。この放散虫の主棘の稜はシルル紀の放散虫と違って先端まで分岐しない明瞭な稜を示す。この特徴はロッコヴィアン期からエムシアン期にかけて出現したと推測され、千丈ヶ滝層の上部はロッコヴィアン以降エムシアン以前に相当するとされている。
従来はオルドビス系とされていた岐阜県旧上宝村の吉城層もまた、放散虫化石群集に基づいて上部シルル系プリドリ統からエムシアン階と考えられると指摘された。同じく上宝村の福地層もプラギアン階からエムシアン階に相当し、胸棘目に分類されるRomndina属の板皮類化石が産出している。1992年に2つの標本が、2001年にそこから700メートル南西の位置に1つの標本が報告されており、今後も同地域や日本国内のほか地域からの板皮類化石の産出が期待されている。